# Tom C. Clark

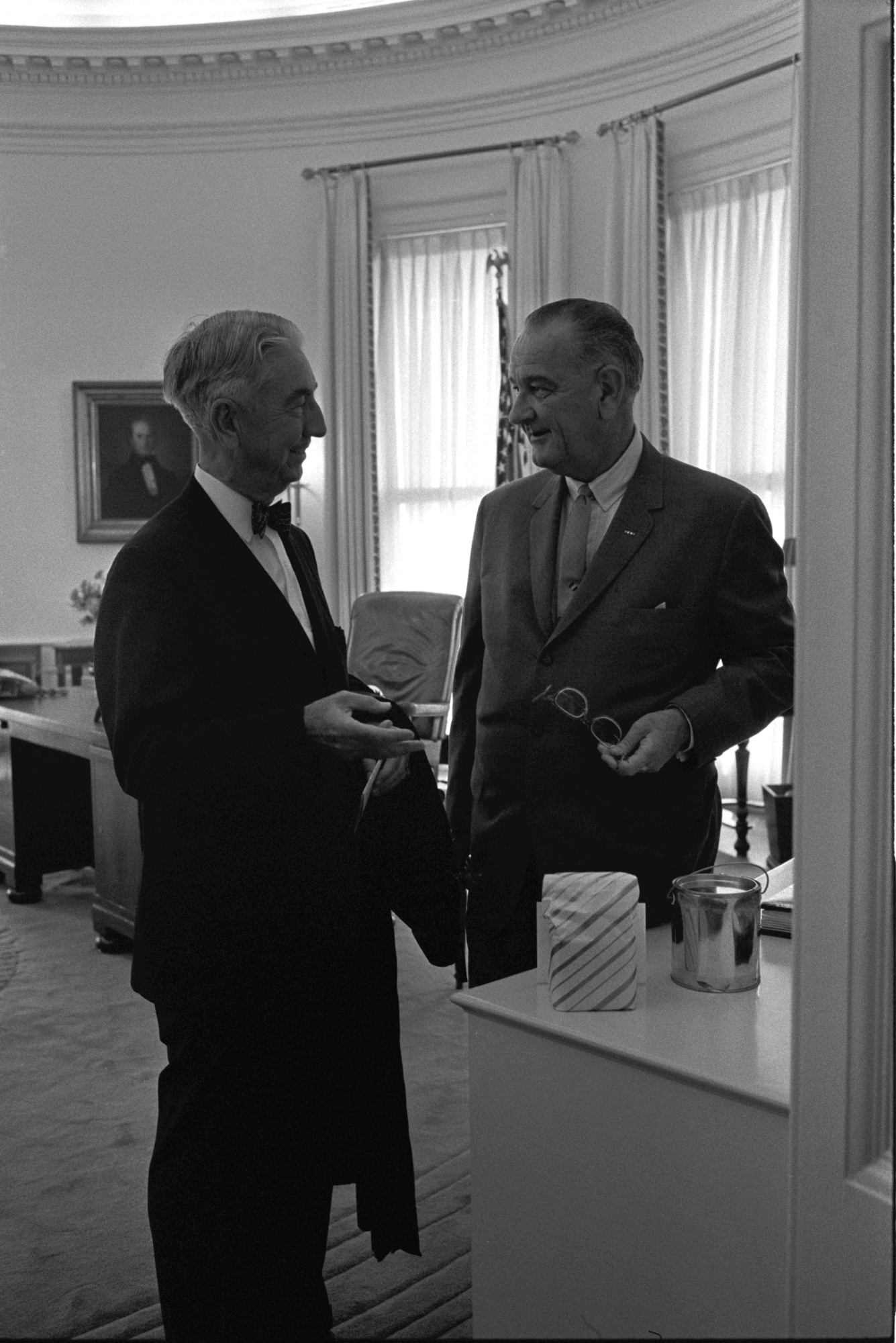
Tom C. Clark och Lyndon B. Johnson.

Tom Campbell Clark, född 23 september 1899 i Dallas, Texas, död 13 juni 1977 i New York, var en amerikansk demokratisk politiker och jurist.
Han tog sin juridikexamen vid University of Texas Law School 1922 och inledde sin karriär som advokat i hemstaden Dallas. I början av andra världskriget koordinerade han interneringen av japaner i Kalifornien och annanstans. Han tjänstgjorde som USA:s justitieminister 1945-1949 under president Harry S. Truman.
1949 avled Frank Murphy som var domare i USA:s högsta domstol. Truman valde att utnämna sin justitieminister Clark till domstolen. Långt senare ångrade Truman sin utnämning och sade: Tom Clark was my biggest mistake. ("Tom Clark var mitt största misstag".) Truman ytterligare nyanserade sitt omdöme om Clark med It isn't so much that he's a bad man. It's just that he's such a dumb son of a bitch. ("Det är inte så mycket det att han är en ond man. Det är bara att han är en sådan dum jävel").
Grunden till att Truman ändrade sin attityd var att Clark 1952 röstade för domslutet i fallet Youngstown Sheet & Tube, Co. v. Sawyer. Enligt högsta domstolen hade Truman inte rätt att förstatliga USA:s stålverk i syfte att förhindra en strejk under Koreakriget. Clark gick med på att begränsa presidentens rätt att beslagta privategendom trots att han tidigare som justitieminister hade sagt att Truman har rätt även till sådana åtgärder.
I domstolen var Clark en relativt konservativ domare. Han var en stark antikommunist under McCarthyismens tid, Red Scare. Clark understödde slutet på rassegregationen i fallen Brown vs. Board of Education och Sweatt v. Painter.
Clark avgick från USA:s högsta domstol den 12 juni 1967 för att undvika jäv när sonen Ramsey Clark hade blivit USA:s justitieminister. Tom C. Clark efterträddes av Thurgood Marshall.